# T-54/T-55
T-54 e T-55 é uma série de tanques de batalha, ou carro de combate, concebidos na União Soviética. O seu primeiro protótipo surgiu em Março de 1945, pouco antes do final da Segunda Guerra Mundial. O T-54 entrou em plena produção em 1947 e tornou-se o tanque principal para as unidades blindadas do exército soviético, os exércitos dos países do Pacto de Varsóvia, entre outros. T-54S e T-55S estavam envolvidos em muitos dos conflitos armados no mundo durante o século XX.
A série T-54/55 acabou se tornando o tanque mais produzido na história. Números estimados para a escala de produção em série de 86 000 para 100 000 unidades.

## Predecessor
O tanque médio soviético T-34 de 1940 é considerado por muitos como o melhor equilíbrio de poder de fogo, proteção e mobilidade para qualquer tanque de seu tempo no mundo.
O seu desenvolvimento não parou durante a Segunda Guerra Mundial e continuou com um bom desempenho, porém, os designers não poderiam incorporar as mais recentes tecnologias ou desenvolvimentos importantes como a produção do tanque vital não pode ser interrompido durante a guerra.
Em 1943, a Morozov Design Bureau ressuscitou o projeto pré-guerra T-34M e criou o T-44. Graças a suspensão de barra de torsão, e um motor de montagem transversal, e a remoção da simples posição do artilheiro da equipe, o T-44 realizado pelo menos tão bem como o T-34, mas com armadura substancialmente superior. A principal desvantagem do T-44 era a pequena torre, que permaneceu incapaz de montagem de armamento mais poderoso que seu antecessor que era equipado com um canhão de 85 mm. Um outro tanque para montar a nova arma de 100 milímetros foi desejado.

## Descrição

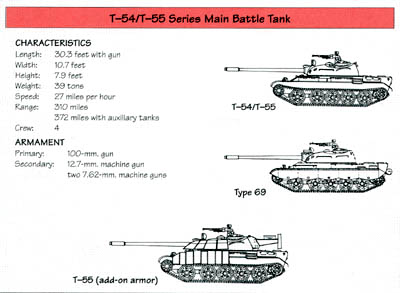
Características

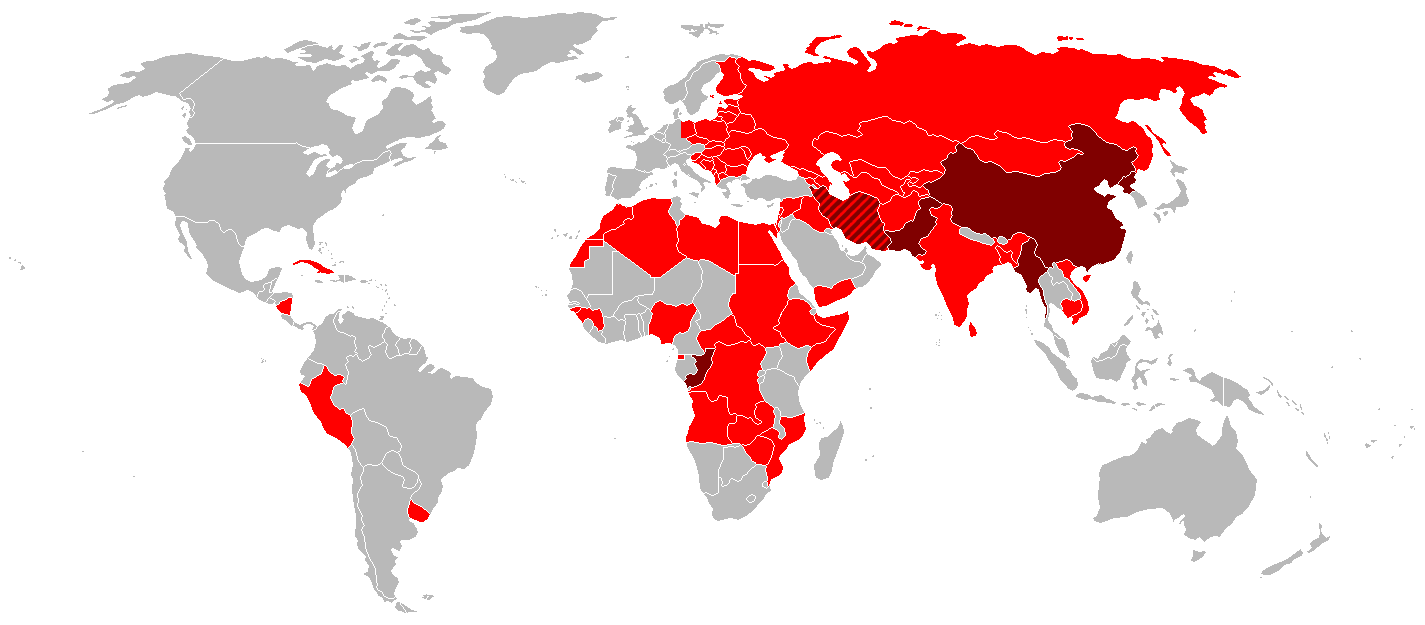
Operadores no mundo

Como muitos pós-tanques da Segunda Guerra Mundial, o T-54 e T-55 têm uma disposição convencional, com a luta compartimento na frente, compartimento do motor na parte traseira, e uma cúpula torre em forma no centro do casco. O motorista do blindado está na frente esquerda do telhado casco. O comandante está sentado à esquerda, com o artilheiro à sua frente e o carregador do lado direito. Suspensão: O tanque tem o pinhão disco na traseira, e completa mortos. Escape do motor no pára-choque esquerdo. Há uma diferença importante entre os pares de roda de primeira e segunda estrada, uma característica distintiva do T-62, que tem espaços progressivamente maiores entre as rodas estrada para a retaguarda.
O T-54 pode ser reconhecido pela cúpula do ventilador no teto em forma de torre, que o T-55 não tem.
O T-54 e tanques T-55 são muito semelhantes externamente e difícil de distinguir visualmente. Muitos T-54S também foram atualizados para o T-55, assim que a distinção é geralmente minimizado com o nome T-54/55. Os tanques soviéticos eram revisados pela fabrica a cada 7.000 km e, muitas vezes dadas atualizações tecnológicas menores.
Muitos países têm adicionado ou modificado equipamentos do tanque; Índia, por exemplo, modificou os extratores de fumo em seus T-54S e T-55S, para que seus artilheiros não os confundisse com os paquistanês Tipo 59s.
Os T-54 mais velhos podem ser distinguidos do T-55 por uma cúpula em forma de ventilador na parte frontal direita da torre e o motorista podendo operar uma metralhadora SGMT 7,62 milímetros montada através de um pequeno buraco na frente do casco.

## Histórico de produção
- União Soviética

T-54-1 produção foi lenta no início apenas três veículos foram construídos em 1946 e 22 em 1947. 285 T-54-1 cisternas foram construídos em 1948 por Stalin Ural Tank Factory No. 183 (Uralvagonzavod), localizado em Nizhny Tagil. Por esse tempo é completamente substituído o T-44 em produção em Uralvagonzavod (UVZ) em Nizhny Tagil e Kharkov Diesel Fábrica No. 75 (KhPZ).

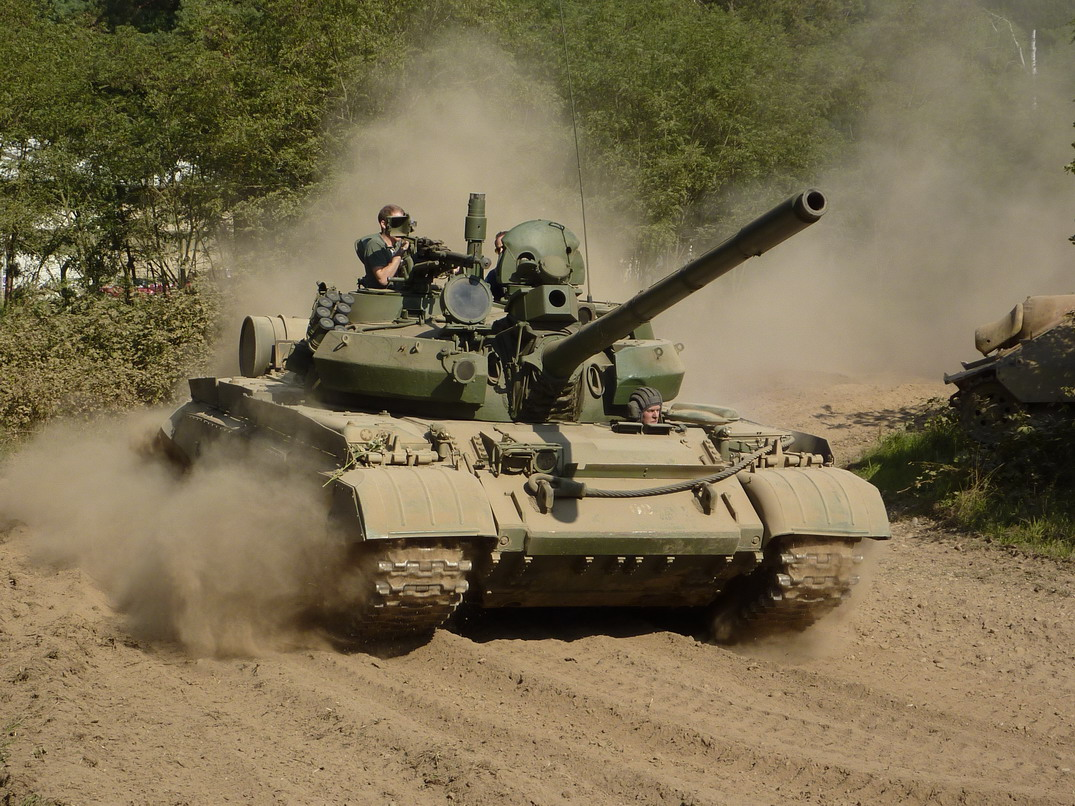
Um T-55.

No entanto, a produção tinha parado por causa de um baixo nível de qualidade de produção e frequentes avarias. O T-54-2 entrou em produção global em 1949 (em Stalin Ural Tank Factory No. 183 (Uralvagonzavod) A produção começou em 1950 e até ao final do ano, produziu 423 tanques). Ele substituiu os T-34 em produção na fábrica de Omsk 183 º em 1950.
Em 1951, mais de 800 T-54-2 foram produzidos. O T-54-2 permaneceu em produção até 1952. O T-54A foi produzido entre 1955 e 1957. O T-54B foi produzido entre  1957 e abril de 1959. O T-55 foi produzido pela fábrica de Uralvagonzavod entre 1958 e 1962. O T-55K versão tanque de comando foi produzido a partir de 1959. A TO-55 (Ob'yekt 482 tanque lança-chamas), foi produzido até 1962.
Nesse período foram construídos mais de 35.000 T-54-1, T-54-2, T-54 (T-54-3), T-54A, T-54B, T-54AK1, T-54AK2, T-54BK1 e T-54BK2.
- Polónia

Na Polónia foram produzidos cerca de 3.000 T-54, T-54A, T-54AD e T-54AM entre 1956 e 1964, e 7.000 T-55 (entre 1964 e 1968), T-55L, T-55AD-1 e T-55AD-2 (entre 1968 e 1979).
- Tchecoslováquia

Checoslováquia produziu cerca de 2.700 T-54A, T-54AM, T-54AK, T-54AMK entre 1957 e 1966 e 8.300 T-55 e T-55A, entre 1964 e 1983 (T-55A foi provavelmente produzido desde 1968) a maioria deles para exportação.

## Diferenças entre as variações
As diferenças entre o T-54 e o T-55 são relativamente poucas. Há algumas comparações entre os dois veículos que são completamente dissonantes, umas referindo as diferenças na peça principal e outras o motor mais potente. Na realidade, o T-55 é originalmente uma derivação do T-54 feita por uma equipe diferente, noutra zona da então URSS, o que levou a que os veículos tenham algumas diferenças entre eles, mais por razões de oportunidade que por razões técnicas. Na prática, muitas das alterações introduzidas pela equipe que produziu o T-55 e que foram consideradas positivas, foram posteriormente introduzidas no T-54, pelo que se pode considerar que T-54 e T-55 são na realidade faces da mesma moeda. Calcula-se que o custo de fabrico de um T-55 fosse ligeiramente superior ao de três T-34/85 do final da II Guerra.

## Histórico de serviço e conflitos utilizados
- União Soviética

o T-54/55 e T-62 foram os mais comuns tanques de estoque soviético em meados da década de 1970 os dois tipos em conjunto representam cerca de 85% dos tanques do Exército soviético.
O T-54 foram utilizados em 1956 durante a invasão da Hungria, e alguns foram eliminados por coquetéis molotov e armas antitanque. Os revolucionários capturaram um T-54 e enviaram à embaixada britânica em Budapeste, a análise do tanque estimulou o desenvolvimento do canhão para tanques da Royal Ordnance o L7 de 105mm. O T-62 e T-55 estão em sua maioria em estado de reserva em  unidades Russas que utilizam principalmente o T-80 e T-72, com um menor número de tanques T-90 em serviço.
- Oriente Médio

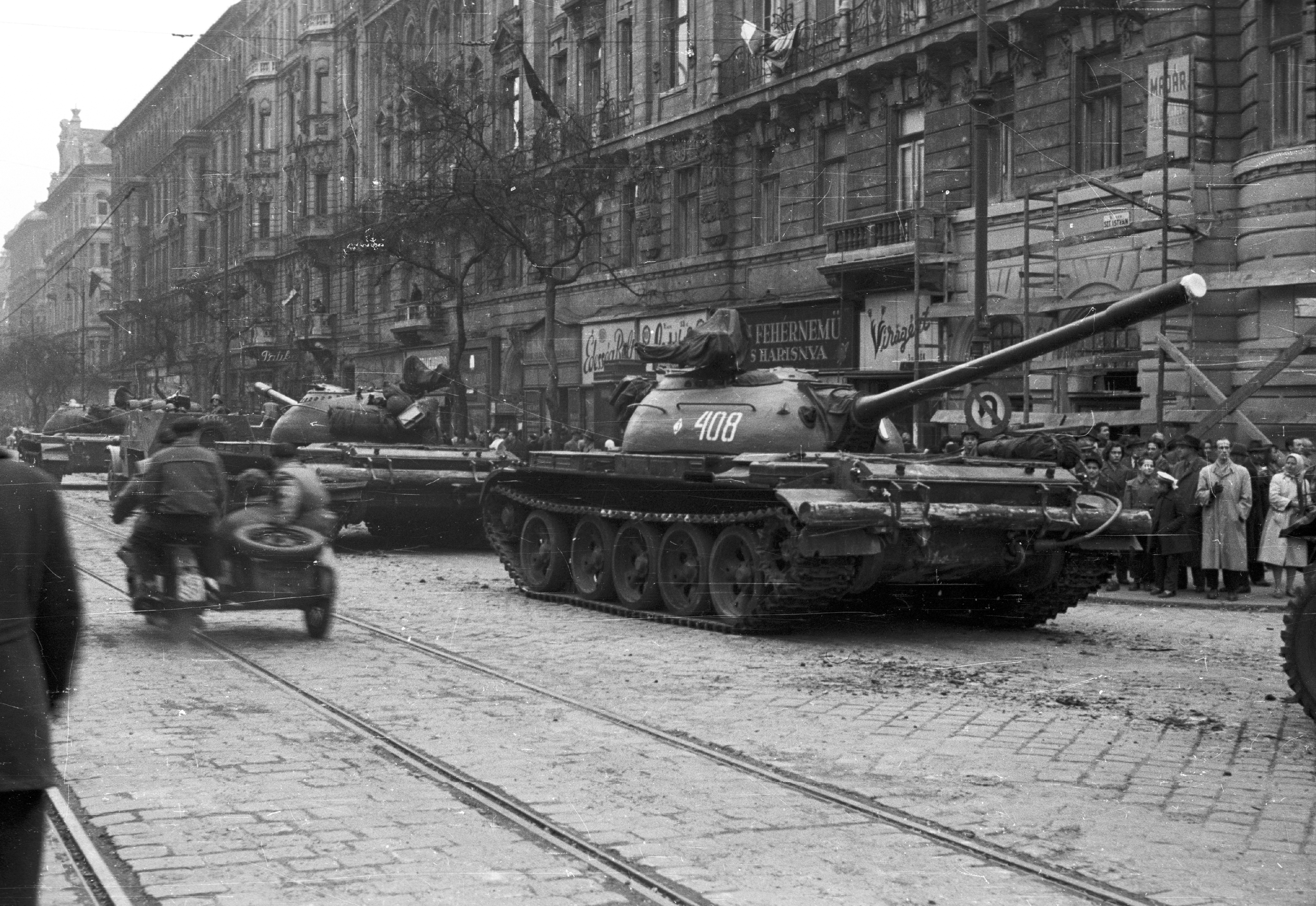
Tanques T-55 soviéticos durante a Revolução Húngara de 1956.

Durante a Guerra dos Seis Dias em 1967, os estados unidos tinham fornecido um grande número de tanques M48 Patton, e tanques Centurion, e até mesmo vestígios da Segunda Guerra Mundial como tanques Sherman, foram confrontados contra pela primeira vez com os T-55S árabes. Esta mistura de tanques israelenses, combinado com o planejamento de operações e sua clara superioridade aérea, mostrou-se mais do que capaz de lidar com a série de T-54/T-55. Até 1973 quando eclodiu a Guerra do Yom Kippur, os T-54A e os T-55 com seu canhão de 100mm estavam começando a perder a sua eficácia competitiva para o canhão Royal Ordnance L7 de 105 milímetros montado em Israel nos Centurion Mk V e os tanques M60A1.
Israel capturou muitos T-55S da Síria e do Egito a maior parte em 1967, e manteve alguns deles em serviço. Eles foram atualizados para o padrão da OTAN com canhão de 105 milímetros que virou padrão nos seus tanques com os M68 substituindo a antiga D-10 de 100 milímetros e um diesel General Motors substituindo o motor diesel original soviético. Os israelenses designaram estes como Tiran-5, e eram utilizados por unidades de reserva até o início de 1990. A maioria deles eram depois vendidos a variados países do Terceiro Mundo, alguns deles na América Latina, e os restantes foram fortemente modificadas, convertido em pesados blindados chamados Achzarit.
- Guerra do Vietnã

Na Guerra do Vietnã, os norte-vietnamita usavam os T-54s contra os sul-vietnamitas e as forças da OTAN.
Segundo os EUA e os sul-vietnamitas: O NVA e ARVN acoplado um ao outro pela primeira vez durante a Operação Lam Son 719, em fevereiro de 1971.
Durante essa batalha, 17 tanques M41 da 1 Brigada Blindada alegou ter destruído 22 tanques soviéticos; 6 T-54 e 16 PT-76, sem nenhum perda. No domingo de Páscoa, 2 de abril de 1972, o recém-ativado 20o Regimento de Tanques, composta por cerca de cinquenta e sete tanques M48A3 Patton recebeu relatos de uma grande coluna de tanques norte-vietnamitas em direção a Dong Ha (a maior cidade sul-vietnamita, perto da divisa no paralelo 17). Ao meio-dia, os tripulantes do 1 º Esquadrão ARVN observando a aproximação do inimigo se movendo ao longo da estrada do Sul para Dong Ha, se escondeu com seus tanques com uma boa vantagem em relação ao solo elevado ao qual haviam estacionado. Esperando a coluna norte-vietnamita para atirar a uma distancia entre 2 500 e 3 000 metros, e abriu fogo com seus canhões de 90mm, destruindo rapidamente nove PT-76 e dois tanques leves e dois T-54. A brigada blindada norte-vietnamita, não podendo reagir, bateu em retirada. Em 9 de abril de 1972, os três esquadrões do 20º Regimento de Tanques lutou novamente contra colunas blindadas inimigas, disparando sobre os tanques que estavam acompanhados de pelotões de infantaria, novamente enquanto ocupava um terreno elevado. Os tanques abriram fogo a cerca de 2 800 metros, apesar de uma curta reação norte-Vietnamita acabaram por bater em retirada. Até o final do dia, o 20 tinha destruído 16 T-54 e capturado um Type 59, sem nenhuma perda. A força blindada norte-vietnamita equipado com tanques T-54 alcançou uma de suas maiores vitórias em abril de 1972, quando o 203 regimento blindado atacou a 22 ª Divisão de Infantaria em Tan Canh, que dominou uma rota principal para a cidade de Kontum. Após dois dias de barragem de artilharia, dezoito T-54 regimento 203 atacaram a 22.ª Divisão Sul-Vietnamita na madrugada vindo de duas direções, rompendo a unidade, que rapidamente abandonou suas posições. Em 30 de abril de 1975, 834 T-54 Do 203 Regimento blindado bateram nos portões do palácio presidencial sul-vietnamita, sinalizando o fim da guerra e a derrota Sul-Vietnamita.

### Outros conflitos
Os tanques T-54 também foram utilizados durante a guerra civil do Camboja.

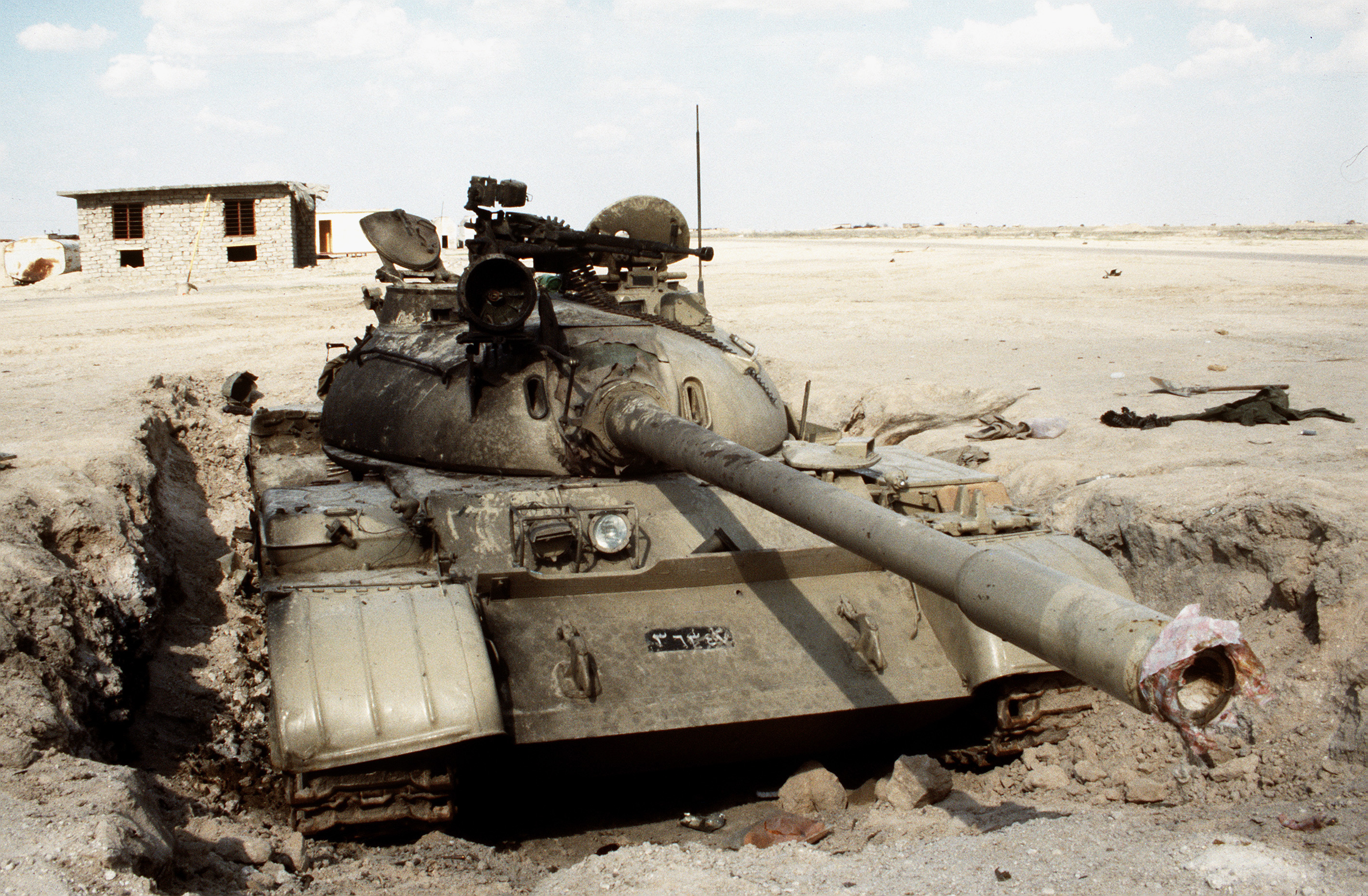
Carcaça de um tanque T-55 iraquiano destruído durante a Guerra do Golfo, em 1991.

Durante a guerra de Uganda contra a Tanzânia de 1978-1979, a qual a Líbia enviou uma força expedicionária para ajudar o ditador de Uganda Idi Amin Dada, que incluía uma dúzia de tanques T-54/55. Alguns destes tanques se viram em ação contra as forças da Tanzânia.
Os tanques poloneses T-55L  também foram implantadas durante a lei marcial na Polónia para intimidar a população e reprimir protestos contra o governo comunista.
Os T-54/T-55 viram-se em ação no Sul do continente Africano com as  forças da UNITA durante a guerra civil angolana. Este tanque soviético de confiança e robustez correspondeu ao exigente ambiente africano, acidentado e árido.
No entanto, vários tanques T-54/T-55 foram perdidos em combate contra os regimentos blindados Sul-Africanos que utilizavam os Olifant uma versão modernizada do Centurion, e contra fogo de artilharia e mísseis guiados por fio em vários confrontos.
O T-55 foi o tanque mais numeroso do Exército Popular Iugoslavo (JNA). Era o esteio de unidades de combate blindadas durante as guerras da Iugoslávia, onde se mostrou vulnerável à infantaria, equipados com mísseis antitanque, empregado em áreas urbanas e terrenos hostis. Mas havia muitos deles em serviço para que eles fossem substituídos em pleno conflito. Durante a batalha de Vukovar, onde as forças Iugoslavas agrupadas em uma grande coluna de tanques, foram destruídos, quase exclusivamente pela infantaria transportando armas antitanque. O tanque T-55 continuou a ser o tanque mais comum nos exércitos dos estados sucessores iugoslavo, até recentemente, e era tanque mais utilizado por todos os exércitos durante suas guerras. T-55S também foram usados pela Iugoslávia e a Macedónia no conflito do Kosovo de 2001.
China vendeu milhares de tanques Tipo 69 para o Irã e Iraque durante a Guerra Irã-Iraque de 1980-1988. Alguns destes tanques foram vistos na Guerra do Golfo de 1991 e a invasão do Iraque em 2003. O T-55 também tem sido usado pela Etiópia no conflito atual com a União das Cortes Islâmicas da Somália.
O exército do Sri Lanka tem usado os seus T-55s na guerra civil do Sri Lanka, que concluiu em maio de 2009, contra o LTTE (Tigres Tamil). Os T-55 pertencente ao LTTE foram destruídos em 6 de abril de 2009, de acordo com relatos da mídia, foi um modelo produzido na Tchecoslováquia e obtido pelo LTTE, em 2001 e 2002

## Principais utilizadores
- Síria
- Designação Local:T-55

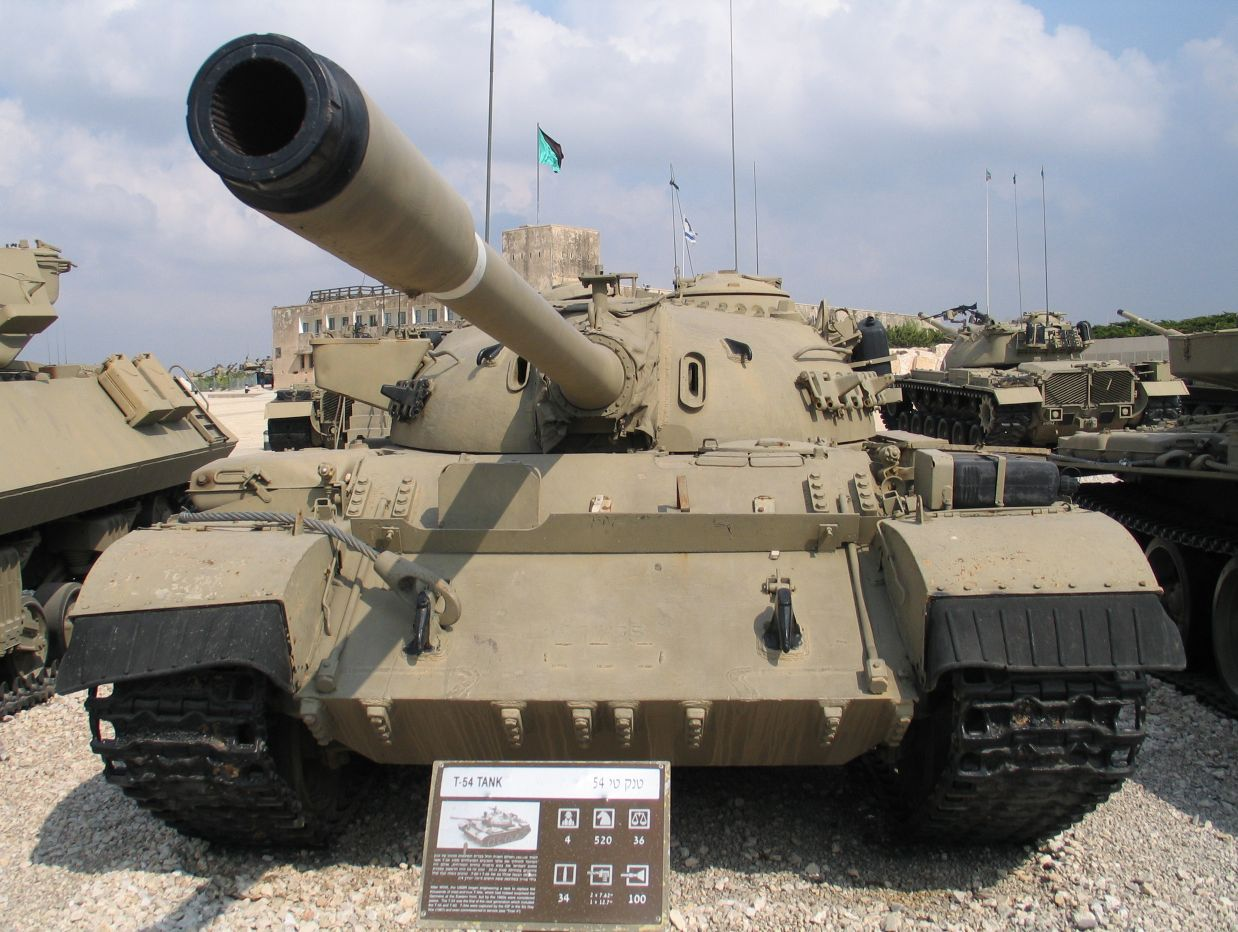
T-54 sírio capturado em Yad La - Museu Shiryon, Israel.

- Quantidade Máxima:2225 - Quantidade em serviço:2225
- Situação operacional: Em serviço

A Síria foi um dos primeiros clientes do tanque T-54 e T-55, utilizando-os em todos os conflitos que manteve contra Israel. Os primeiros 100 tanques T-54 foram recebidos em 1958, sendo recebidos mais 300 até ao final de 1972 Em 1968 foram recebidos os primeiros T-55 (75 unidades) e em 1972 foram recebidos outros 300. Após a Guerra do Yom Kippur a União Soviética entregou mais dois lotes de 400 T-55 cada um (entre 1973 e 1978)
Depois do fornecimento desses dois lotes, foram recebidas mais 600 unidades entre 1979 e 1981.
- Egito
- Designação Local: T-55

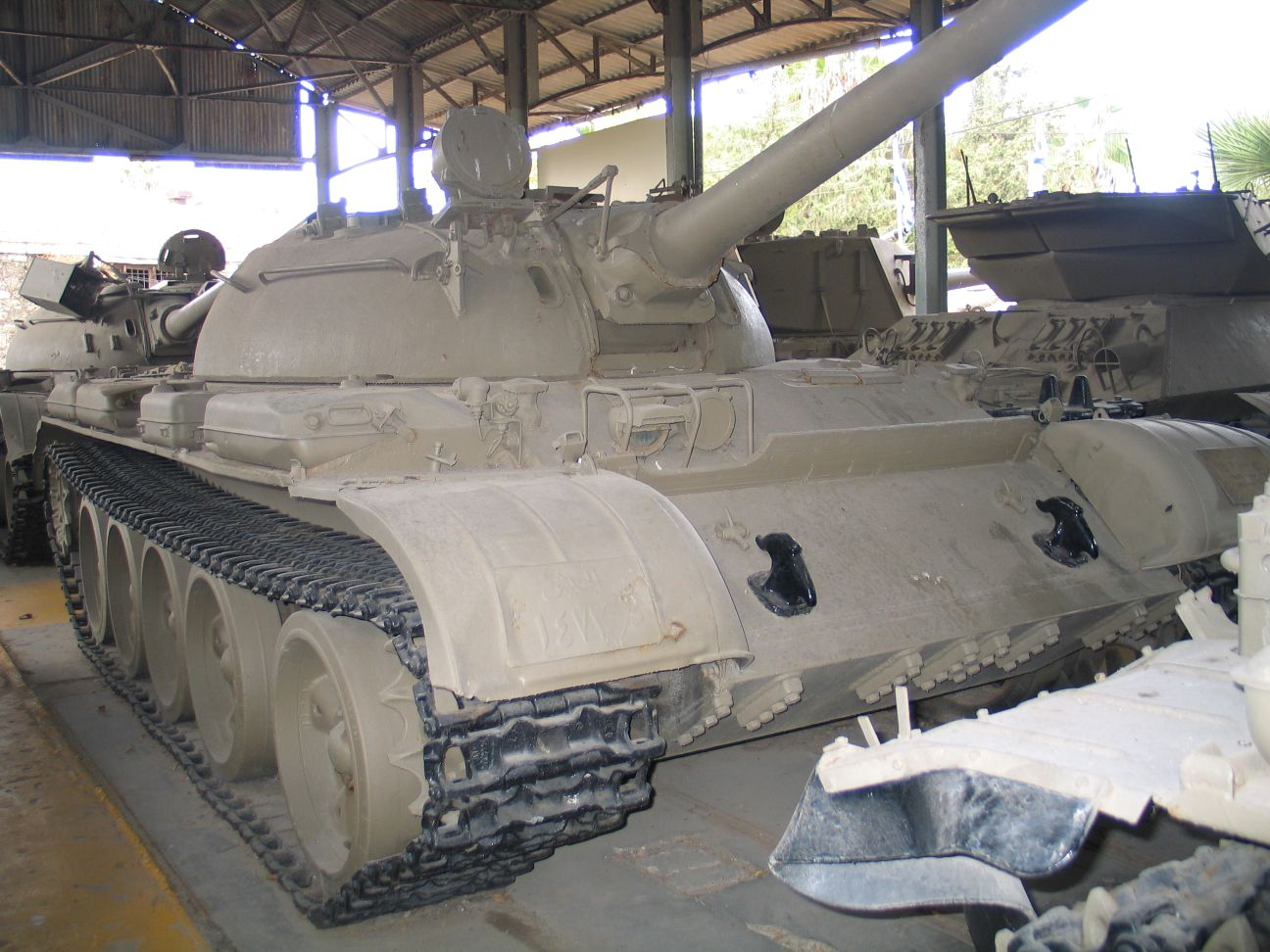
T-55 em Batey ha - Museu Osef, Israel.

- Quantidade Máx: 1 500 - Quantidade em serviço: 1 000
- Situação operacional: Em serviço

Em 2005 estimava-se que ainda estivessem operacionais no Egito e em unidades de segunda linha um milhar de tanques T-55. Segundo os dados conhecidos, embora tenham existido contatos para modernizar a frota de tanques T-55, com a utilização do canhão L-7 de origem britânica, o mesmo que equipa os tanques Abrahams egípcios, esses planos não parecem ter tido continuidade, por a operação de modificação ser mais cara que a troca por carros M-60 ou M-48 em segunda mão.
- Mongólia
- Designação Local:T-55
- Quantidade Máxima: 1 000 - Quantidade em serviço: 650
- Situação operacional: Em serviço

Em 1990 estimava-se que ainda estivessem operacionais no Mongólia e em unidades de segunda linha um milhar de tanques T-55.
- Sérvia
- Designação Local:T-55
- Quantidade Máxima:950 - Quantidade em serviço: 694
- Situação: Em serviço

O T-55 foi o principal carro de combate da antiga Jugoslávia. Quando o país se separou em várias repúblicas, a força mais importante ficou no exército sérvio. Os carros de combate T-55 foram utilizados em grande número nos vários conflitos entre a Sérvia e os restantes países da antiga Jugoslávia, nomeadamente a Croácia. O T-55 continua ainda hoje a ser o mais importante carro de combate do exército da República Sérvia, calculando-se que em 2007, havia 694 unidades ao serviço, embora não seja conhecido o número de unidades que estão em estado de combater.
- Irão
- Designação Local: T-72Z / T-55
- Quantidade Máxima: 650 - Quantidade em serviço: 550
- Situação operacional: Em serviço

Os tanques T-55 são os mais numerosos em serviço no exército do Irã. Eles foram modernizados com sistemas fabricados localmente e fabricados sob licença da República Checa. Os sistemas, que incluem um telémetro a laser, dão ao novo T-55 novas capacidades como por exemplo a de disparar em movimento, o que não acontece com as versões originais do T-55. Embora claramente o resultado da utilização do chassis e casco do T-55, este veículo passou a ser designado como T-72Z. A designação T-72Z leva a alguma confusão pois o T-72Z é um derivado modernizado do T-55 e nada tem a ver com o carro de combate T-72, que o Irã também utiliza.
- Croácia
- Designação Local:T-55

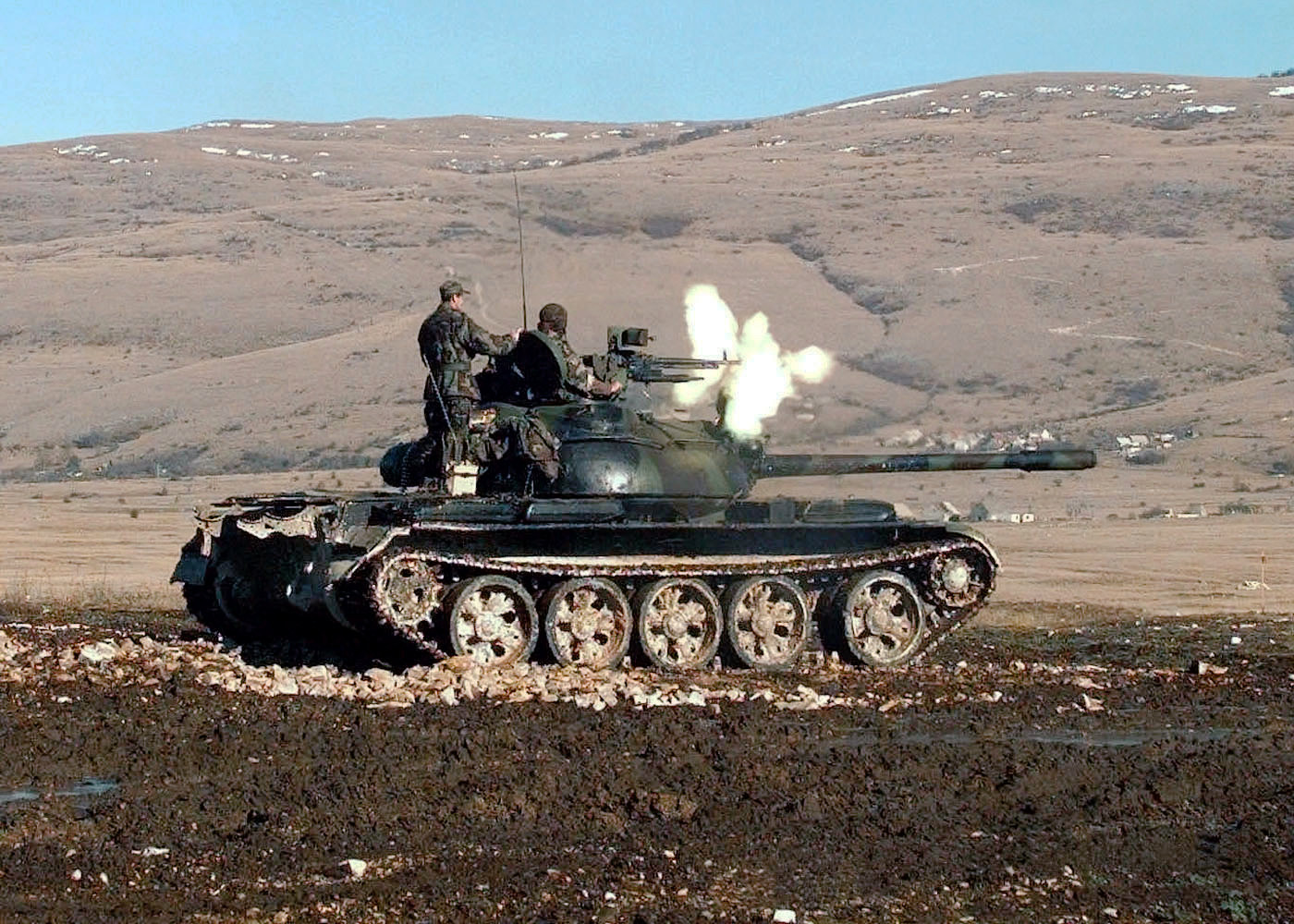
T-55 Croata em Glamoc, Bósnia e Herzegovina (1998)

- Quantidade Máxima:300 - Quantidade em serviço:220
- Situação operacional: Em serviço

O T-55 foi o principal carro de combate utilizado pelo exército croata durante a guerra entre a Croácia à Sérvia, no conflito que se seguiu ao desmembramento da antiga Iugoslávia. Presentemente, este carro de combate continua a ser o mais numeroso em serviço, representando mais de 75% do total de carros de combate do Exercito Croata. Parte da frota foi modernizada com novos sistemas, entre os quais um sistema de visão noturna.

## Outros utilizadores
| - Afeganistão - Albânia - Argélia - Angola - Armênia - Azerbaijão - Bangladesh - Bielorrússia - Bósnia e Herzegovina - Camboja - Cabo Verde - República Centro-Africana - Chade, - República Democrática do Congo - República do Congo - Costa do Marfim - Cuba, - Equador - Eritreia - Etiópia - Geórgia - Guiné-Bissau - Guiné - Guiné Equatorial - Hungria - Índia - Indonésia - Irão - Iraque - Israel - Coreia do Norte | - Laos - Letônia - Líbano - Líbia - Macedônia do Norte - Malawi - Mauritânia - Mali - Marrocos - Moçambique - Namíbia - Nicarágua - Nigéria - Omã - Faixa de Gaza - Paquistão - Peru - Roménia - Rússia - Ruanda - Eslováquia - Somália - Sri Lanka - Sudão - Tanzânia - Togo - Uganda - Ucrânia - Uruguai - Uzbequistão - Vietname - Zâmbia - Zimbabwe |

## Modernizações
O carro de combate T-55 foi o tanque da União Soviética mais produzido depois do mítico T-34 da II Guerra Mundial. Relativamente fácil de produzir, o T-55 (e o quase gémeo T-54) transformou-se no tanque padrão de muitos dos países aliados da União Soviética e do Pacto de Varsóvia.
Esta situação levou a que o carro de combate se tornasse num dos mais disseminados em todo o mundo, dado existirem viaturas blindadas deste tipo em todos os continentes.
Tendo isto em consideração, várias industrias de vários países conceberam kits de repotenciamento e modernização dos tanques T-55, destinados a manter este carro de combate operacional e com alguma capacidade militar.
As várias modificações incluem desde novos módulos de blindagem a telemetria a laser, equipamento de visão noturna e sistema computadorizado de disparo.
As primeiras modificações dos T-55 foram feitas por Israel, que capturou muitos veículos deste tipo.
Israel

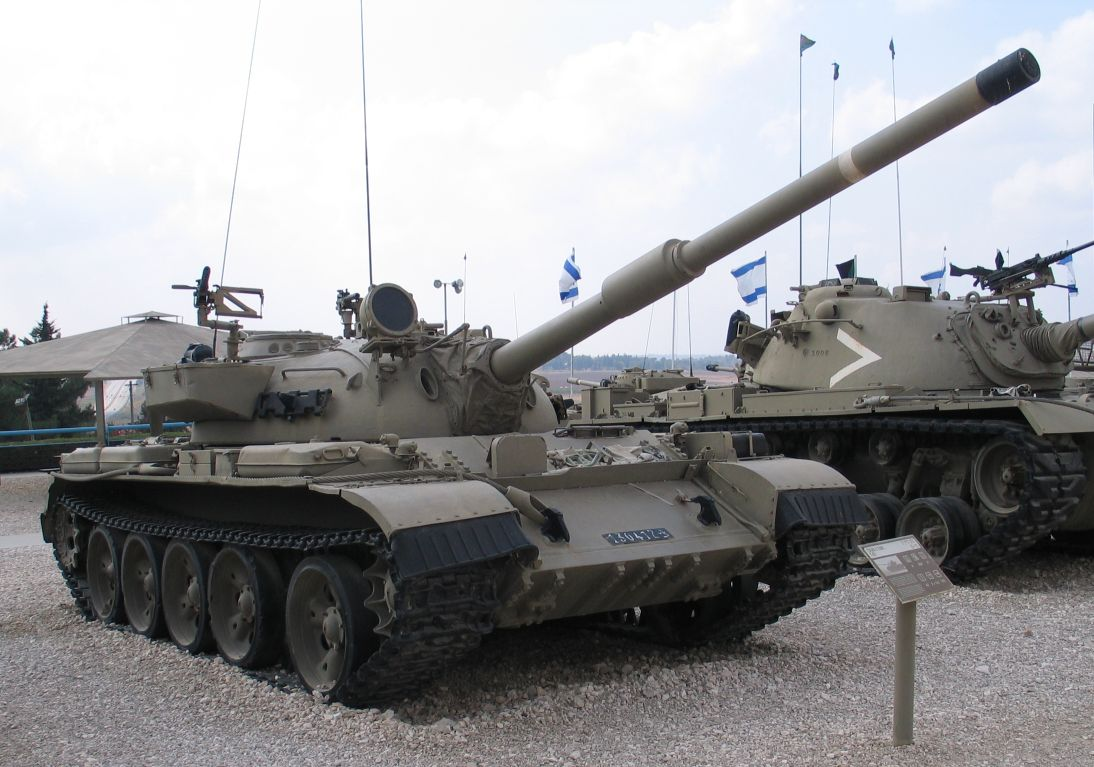
Ti-67 Tiran 5 versão Israelense do T-55

- Tendo capturado grande número de carros de combate soviéticos durante as suas guerras com os vizinhos árabes, especialmente depois da Guerra dos Seis Dias, em que foram capturadas centenas de carros de combate T-54/T-55 especialmente de origem egípcia e síria, e considerando a falta de carros de combate com que os israelitas se debatiam, foi decido aproveitar o grande número de veículos que foram capturados e adapta-los para utilização pelas forças armadas de Israel.

A alteração mais significativa incluída nos T-55 de Israel, foi a substituição do canhão de 100mm por um canhão de 105mm L/7 padrão nos países da NATO.
- Achzarit

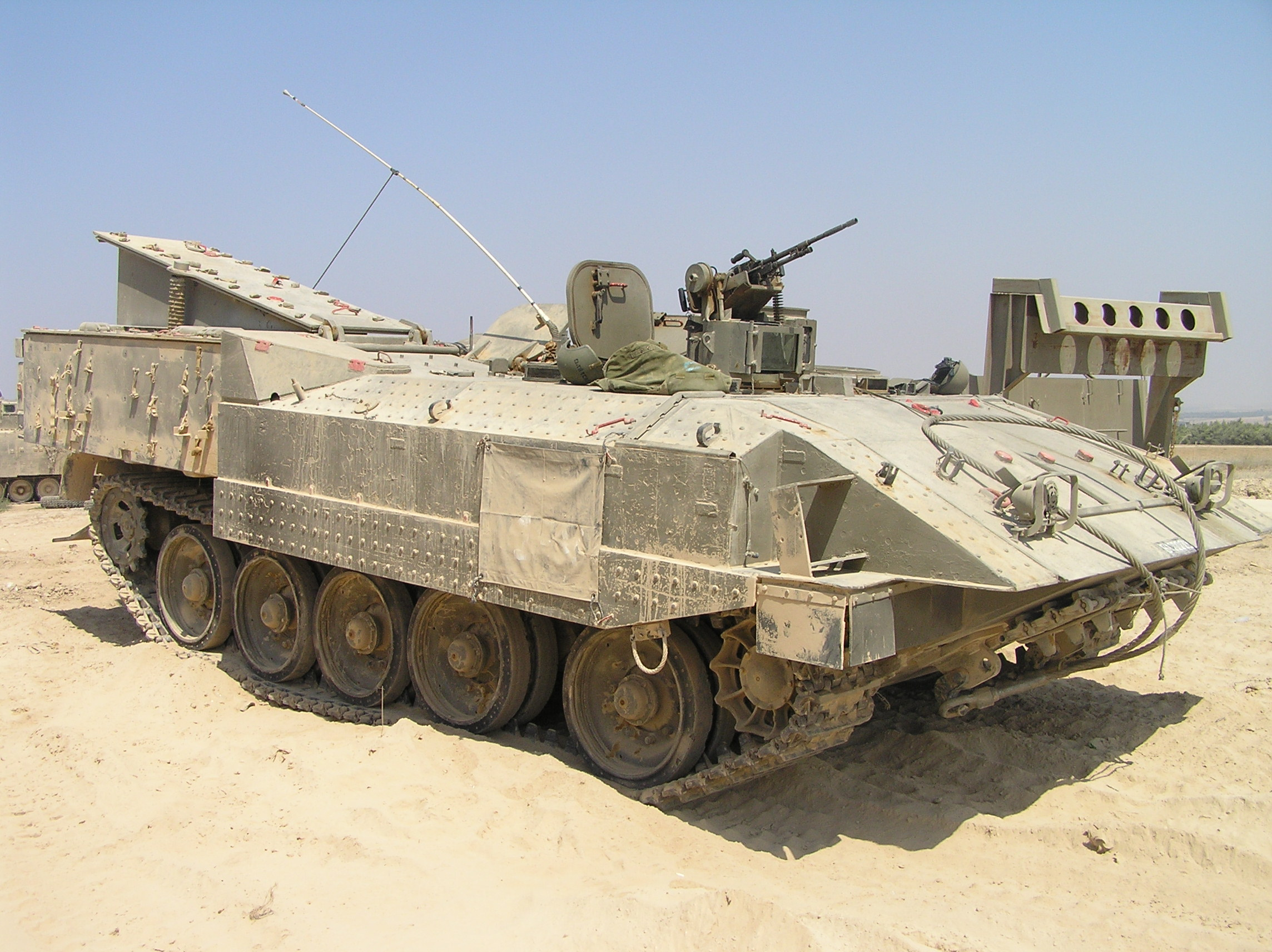
Achzarit - Veículo de combate de infantaria.

 - Foi a solução encontrada por Israel para aproveitar seus T-55, transformando-o num veículo de combate de infantaria pesando mais de 44 toneladas com uma tripulação de 3 pessoas e mais sete infantes. A sua proteção se baseia em sistemas passivos e ativa reativa explosiva.
Depois da queda da URSS, vários países produziram as suas próprias adaptações e modificações do T-55. As mais conhecidas são as da Eslováquia, Eslovénia e mais recentemente Ucrânia.
Ucrânia
A versão ucraniana se chama T-55M-8 e foi feita pela KMDB-Kharkhiv Morozov é e considerada a versão mais poderosa já feita do T-55 e também conhecida AGM.
Estados Unidos
Entre as transformações mais exóticas, ainda que tecnicamente eficiente, foi a conversão do T-55 apresentada no final dos anos 80 pela empresa norte-americana Cadillac-Gage: O T-55 Jaguaré uma proposta norte-americana para a modernização do tanque russo.
Ele recebeu uma peça de 105mm NATO, idêntica à dos tanques M-60, e uma torre completamente redesenhada. Um sistema de tiro Marconi foi adicionado juntamente com um sistema de estabilização da arma principal. O motor foi substituído por um Detroit Diesel 8V-92TA
O projecto chegou a ser proposto à China, que possuía um grande número de veículos derivados do T-54/ T-55, mas não teve continuidade. Outra empresa norte-americana, a General Dynamics, concebeu um kit de modernização que teve mais sucesso e que resultou na modificação conhecida como Ramses-II ao serviço no Egito.
As mais poderosas adaptações do carro de combate T-55, são aquelas que incluíram a modificação do armamento principal de 100mm.
Romênia

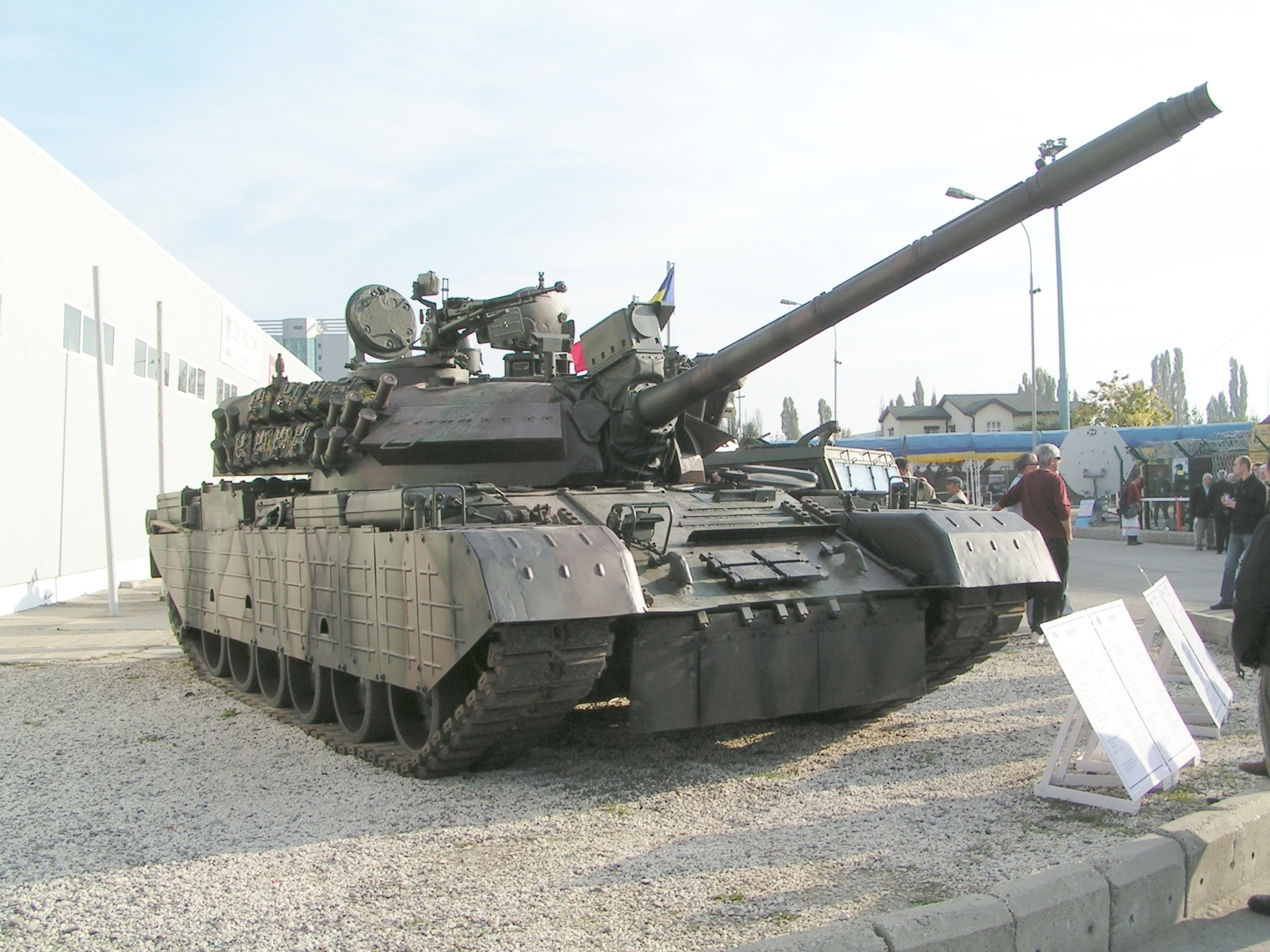
TR-85 Expomil 2005

A Romênia também iniciou uma grande modernização em seus T-55 a principal e um novo Tanque conhecido com TR-85M1.
Um novo veículo pesando mais de 50 Toneladas com chassis alongado com seis rodas, quando o T-55 original tinha apenas 5. Apesar de sua blindagem superior o TR-85M1 tem o armamento do seu antecessor. Ele está armado com um canhão de 100-mm. Esta arma é carregada manualmente a munição é armazenado na azáfama da torre, equipados com painéis de blow-out. Apesar de que essa arma dispara a recém-projetada munição APFSDS, é inferior a canhões mais modernos com o de 120 mm e 125-mm. O TR-85M1 tem recursos de proteção de armaduras melhorou em comparação com seu antecessor. Tem uma grande torre com armadura passiva adicional sobre arco frontal. O reservatório está equipada com receptores de alerta laser, sistema de proteção NBC e sistema de supressão automática de incêndio.